# 大家族
大家族（だいかぞく、英語: large family, big family）とは、比較的大人数の肉親などが同居する家庭のこと。

## 概要
大家族を構成する原因としては、日本における世帯主など主たる家族構成者夫婦に子が多い場合のほか、子の家族や世帯主の兄弟姉妹の家族が同居している場合など、多種多様な理由が存在する。このうち、世帯主夫婦以外の夫婦が同居すものを拡大家族と言う。
現代の日本においては、親夫婦、子の夫婦（1組）、孫で構成する大家族がほとんどであり、一部の開発途上国などでしばしば見られる、兄弟夫婦（叔父（伯父）・叔母（伯母）・甥・姪・いとこ）などの複数の親類で構成する大家族は、皆無とはいわないまでもかなり珍しい。実家での生活の場合にまだ就学中の弟妹が同居していることがある程度である。
大正9年(1920年)第一回国勢調査では31％あったが、平成27年(2015年)には9.4％になった。　　　　　　　　　　　　　　　　　　　　　　　　　　　　　　　　　　　　　　　　

日本の大家族（2003年）

## 備考
狭義では核家族でないものを指す。また、同居していなくても家族と認められる場合、その構成員が多いものを大家族と呼ぶことがある。
大家族を題材にしたテレビ番組（いわゆる「大家族スペシャル」）では、子だくさんの核家族世帯が取り上げられる場合が多い。